# إليزابيث فون مات
إليزابيث فون مات (بالألمانية: Elisabeth Freiin von Matt) هي عالمة فلك نمساوية، ولدت في 20 أغسطس 1762 في فيينا في النمسا، وتوفي بنفس المكان في 1814.